# Herman Coolsma

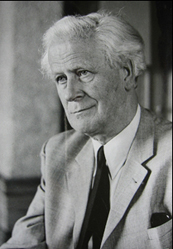
Herman Coolsma

Herman Coolsma (Dubbeldam, 8 oktober 1908 - Breda, 8 juli 1996) was een Nederlandse predikant en verzetsman. Hij behoorde tot de Nederlandse Hervormde Kerk.
Tijdens de Tweede Wereldoorlog was dominee Coolsma actief in het onderbrengen van onderduikers.
Tezamen met zijn echtgenote Joos (Johanna Berendina) Coolsma-Miedendorp bood hijzelf onderdak aan een dertigtal vluchtelingen, voornamelijk Joden, in de achterkamer van de domineeswoning aan de Dreef in Princenhage. 
Na enige tijd vorderden de Duitsers een deel van de woning om er een lazaret (een zgn. "Krankenrevier") in te richten. Dit vormde voor dominee en mevrouw Coolsma echter geen enkel beletsel de onderduikers gewoon onderdak te blijven bieden, ondanks het feit dat Coolsma en zijn vrouw ook nog eens hun vier jonge kinderen (Ineke, Jan-Willem, Marianne en Chris) de kost moesten geven. 
Op een gegeven moment moest Coolsma zelf onderduiken. Zijn broer, Constant Coolsma, is vanwege zijn - verraden - verzetswerk door de Duitsers in kamp Vught gefusilleerd. Deze ervaringen en persoonlijke tragedie hebben Herman Coolsma er niet van weerhouden om voor de Vier van Breda in de Koepelgevangenis te Breda als celbezoeker op te treden. 
Dominee Coolsma vervulde, naast zijn ambt, lange tijd bestuursfuncties bij de Openbare Bibliotheek Breda en zowel lokaal als provinciaal bij het Groene Kruis. Hij was actief in de nazorg van psychiatrische patiënten van het Medisch Opvoedkundig Bureau (nu onderdeel van de RIAGG). Na zijn pensionering in 1973 was hij geestelijk verzorger in het bejaardentehuis De Breedonk. 
In 2006, tien jaar na zijn overlijden, is in Princenhage een straat naar Dominee Coolsma vernoemd.
Op 4 september 2007 is de Yad Vashem-onderscheiding postuum aan Herman Coolsma en zijn op dat moment 97-jarige echtgenote Joos Coolsma-Miedendorp toegekend. Joos Coolsma-Miedendorp overleed op 9 maart 2011, op 100-jarige leeftijd.